# Megaclite
Megaclite /mɛɡəˈklaɪtiː/, cũng có tên là Jupiter XIX, là một vệ tinh tự nhiên của Sao Mộc. Nó được khám phá bởi một nhóm các nhà thiên văn từ Đại học Hawaii do Scott S. Sheppard dẫn đầu năm 2000, và được chỉ định tạm thời là S/2000 J 8.
Megaclite có đường kính khoảng 6 km, và quay quanh Sao Mộc ở khoảng cách trung bình 23.736.190 km trong 747,09 ngày, ở độ nghiêng 150° so với đường hoàng đạo (148° so với đường xích đạo của Sao Mộc), theo một hướng ngược và một độ lệch tâm quỹ đạo là 0,308.
Vệ tinh được đặt tên vào tháng 10 năm 2002 theo tên Megaclite, mẹ của Zeus (Jupiter) của Thebe và Locrus trong Thần thoại Hy Lạp. Nó thuộc nhóm Pasiphae, các mặt trăng ngược không đều quay quanh Sao Mộc ở khoảng cách từ 22,8 đến 24,7 Gm và với độ nghiêng nằm trong khoảng 144,5° đến 158,3°.